# 서덕수
서덕수(徐德修, 1694년 - 1722년)는 조선 후기의 정치인으로, 영조의 정비 정성왕후 서씨의 조카이자, 그의 오빠 서명백의 아들이다. 자는 사민(士敏)이고 본관은 대구이다. 왕세제로 있던 연잉군을 추대하려다가 실패하였다. 1722년(경종 2) 목호룡의 고변 당시 이기지 등과 독약을 사용하여 경종을 독살하려 했다는 혐의를 받고 투옥, 의금부에 국문되었다.
그는 사형 여론이 나왔지만 우의정 최석항(崔錫恒)이 빈궁의 친정 적장손이라는 이유로 사형에서 한등급 감해 정배하게 하고, 연좌하지 말 것을 경종에게 상주하여 성사시켰다. 6월 4일 그의 아버지 서명백도 연좌되어 영암군으로 유배되었다.(영조 1년의 해당 기사는 제목에 오류가 있는 것으로 실제 내용은 서덕수를 체포할 당시 서덕수의 집에서 행패를 부린 당시의 도사와 부장을 처벌해 달라는 것이다. 경종수정실록 2년 5월 7일 기사에 따르면 서덕수는 1722년 고문을 받다가 죽었다.)
1725년 7월 16일 그의 종조부 부사과(副司果) 서종일(徐宗一)이 친형 서종제의 후사가 끊어진다는 점과 그가 무고로 죄를 받았다며 변호하는 상소문을 올렸지만 영조는 수용을 거부하였다. 1738년(영조 14) 신원되었다. 1781년(정조 5년) 특명으로 증 사헌부집의에 추증되었고, 다시 고종 때 가서 증 이조참판으로 가증되었다.

## 같이 보기
- 신임옥사
- 목호룡
- 사충서원
- 경종 독살설